# Regierung Fonnesbech
Die nationalliberale Regierung Fonnesbech (dän. regeringen Fonnesbech) unter Konseilspräsident Christen Andreas Fonnesbech war die dänische Regierung vom 14. Juli 1874 bis zum 11. Juni 1875. Amtierender König war Christian IX.
Das Kabinett war das sechzehnte seit der dänischen Märzrevolution. Es bestand aus den folgenden Ministern:
- Konseilspräsident und Finanzminister: C.A. Fonnesbech
- Außenminister: O.D. Rosenørn-Lehn
- Innenminister: F.C.H.E. Tobiesen
- Justizminister: C.S. Klein – zudem Minister für Island ab dem 1. August 1874
- Minister für Kirche und Bildungswesen: J.J.A. Worsaae
- Kriegsminister:

N.F. Ravn bis zum 26. August 1874, danach
P.F. Steinmann
- Marineminister: N.F. Ravn